# Daniel Steiger (Radsportler)
Daniel Steiger (* 21. August 1966 in Rickenbach, Kanton Luzern) ist ein ehemaliger Schweizer Radrennfahrer und nationaler Meister im Radsport.

## Sportliche Laufbahn
Steiger war Strassenradsportler und Teilnehmer der Olympischen Sommerspiele 1988 in Seoul. Dort wurde er beim Sieg von Olaf Ludwig im olympischen Strassenrennen als 35. klassiert.
Als Amateur startete er für den Verein RMV Rickenbach. 1985 gewann er die Tour du Jura Suisse vor Herbert Niederberger. 1988 wurde er Schweizer Meister im Bergfahren. Er gewann das Etappenrennen Ostschweizer Rundfahrt vor Andrea Clavadetscher. Im Grand Prix Guillaume Tell war er auf zwei Tagesabschnitten erfolgreich, im Circuit franco-belge und in der Rheinland-Pfalz-Rundfahrt jeweils einmal. Dazu kam der Sieg im Etappenrennen Littau–Glaubenberg (zwei Etappensiege). Auch das Eintagesrennen Leimentalrundfahrt entschied er für sich.
1989 wurde er Berufsfahrer im Radsportteam Frank-Toyo und blieb bis 1993 als Radprofi aktiv. 1989 gewann er in Italien, kurz bevor er Profi wurde, die Amateurausgabe der Trofeo dello Scalatore. Im Grand Prix Guillaume Tell wurde er hinter Karl Kälin Zweiter und gewann zwei Etappen. In der Tour de Suisse wurde er hinter Beat Breu Zweiter. 1990 wurde Steiger Vize-Meister im Bergrennen und im Einzelzeitfahren, jeweils hinter Breu. Im Einzelzeitfahren Firenze–Pistoia konnte sich nur Lech Piasecki vor ihm platzieren. 1991 gewann Steiger das Eintagesrennen Trofeo Matteotti und wurde Zweiter der nationalen Meisterschaft im Strassenrennen hinter Laurent Dufaux. 1990 belegte er in der Tour de Suisse den 4. Platz und war damit bester Schweizer. Den Giro d’Italia bestritt er dreimal. 1992 kam er auf den 129. Rang der Gesamtwertung. 1990 und 1991 schied er aus.